# Franck Haise
Franck Haise (Mont-Saint-Aignan, Normandía, Francia, 15 de abril de 1971) es un exfutbolista y entrenador francés. Actualmente dirige al OGC Nice de la Ligue 1.

## Carrera como jugador
Como futbolista se desempeñó como centrocampista entre 1988 y 2004. Jugó principalmente en el FC Rouen y el Stade Lavallois.

## Carrera como entrenador
Tras su retiro en 2004 comenzó su carrera como entrenador. Dirigió a Stade mayennais, US Changé y FC Lorient.
Llegó al RC Lens en 2017 como entrenador del equipo reserva, y en 2020 asumió el cargo en el primer equipo. Bajo su dirección, el equipo francés logró ascender a la Ligue 1 aquel mismo año fruto de la finalización de las competiciones por la pandemia del COVID-19. El 18 de junio de 2021, tras llevar al Lens a un meritorio 7ª posición en la Ligue 1, renovó su contrato con el club por una temporada más, hasta 2023. En la temporada 2021-22, situó nuevamente al conjunto norteño en el 7º puesto de la Ligue 1 y amplió su vínculo con la entidad por dos años adicionales. El 13 de octubre de 2022, también asumió las funciones de mánager general del club y renovó su contrato hasta 2027. El Lens fue la gran sensación de la Ligue 1 2022-23, ya que su equipo se encontraba en 2º lugar, a 5 puntos del Paris Saint-Germain, antes del parón de la competición por la disputa del Mundial de Catar 2022. Después de la celebración del Mundial, el equipo seguía en racha y derrotó al Paris Saint-Germain por 3-1 para reducir su desventaja con el líder a solamente 3 puntos. Finalmente, el 27 de mayo, Haise clasificó a su equipo a la Champions League de la siguiente campaña por primera vez en 21 años al asegurarse el subcampeonato de la Ligue 1 con una victoria por 3-0 ante el AC Ajaccio.
En junio de 2024, se marchó al OGC Nice y firmó un contrato por tres temporadas.

## Clubes

### Como jugador
| Club            | País    | Año       |
| --------------- | ------- | --------- |
| FC Rouen        | Francia | 1988-1995 |
| Stade lavallois | Francia | 1995-1997 |
| AS Beauvais     | Francia | 1997-1999 |
| Stade lavallois | Francia | 1999-2002 |
| Angers SCO      | Francia | 2002-2004 |

### Como entrenador
| Equipo              | Div.                | Temporada           | Liga  | Liga | Liga | Liga | Liga |       | Copa | Copa | Copa | Copa  |   | Internacional | Internacional | Internacional | Internacional | Internacional |   | Otros | Otros | Otros | Otros |    | Totales     | Totales | Totales | Totales | Totales | Totales | Totales | Totales |
| Equipo              | Div.                | Temporada           | Part. | G    | E    | P    | Pos. | Part. | G    | E    | P    | Part. | G | E             | P             | Pos.          | Part.         | G             | E | P     | Part. | G     | E     | P  | Rendimiento | GF      | GC      | Dif.    |         |         |         |         |
| ------------------- | ------------------- | ------------------- | ----- | ---- | ---- | ---- | ---- | ----- | ---- | ---- | ---- | ----- | - | ------------- | ------------- | ------------- | ------------- | ------------- | - | ----- | ----- | ----- | ----- | -- | ----------- | ------- | ------- | ------- | ------- | ------- | ------- | ------- |
| Lorient Francia     | 1.ª                 | 2016-17             | 2     | 0    | 1    | 1    | Int. | 1     | 0    | 0    | 1    | -     | - | -             | -             | -             | -             | -             | - | -     | 3     | 0     | 1     | 2  | 11.11%      | 5       | 7       | -2      |         |         |         |         |
| Lorient Francia     | Total               | Total               | 2     | 0    | 1    | 1    | -    | 1     | 0    | 0    | 1    | -     | - | -             | -             | -             | -             | -             | - | -     | 3     | 0     | 1     | 2  | 11.11%      | 5       | 7       | -2      |         |         |         |         |
| RC Lens Francia     | 2.ª                 | 2019-20             | 2     | 2    | 0    | 0    | 2.º  | -     | -    | -    | -    | -     | - | -             | -             | -             | -             | -             | - | -     | 2     | 2     | 0     | 0  | 100%        | 3       | 0       | +3      |         |         |         |         |
| RC Lens Francia     | 1.ª                 | 2020-21             | 38    | 15   | 12   | 11   | 7.º  | 2     | 1    | 0    | 1    | -     | - | -             | -             | -             | -             | -             | - | -     | 40    | 16    | 12    | 12 | 50%         | 61      | 59      | +2      |         |         |         |         |
| RC Lens Francia     | 1.ª                 | 2021-22             | 38    | 17   | 11   | 10   | 7.º  | 3     | 1    | 1    | 1    | -     | - | -             | -             | -             | -             | -             | - | -     | 41    | 18    | 12    | 11 | 53.66%      | 67      | 54      | +13     |         |         |         |         |
| RC Lens Francia     | 1.ª                 | 2022-23             | 38    | 25   | 9    | 4    | 2.º  | 4     | 2    | 1    | 1    | -     | - | -             | -             | -             | -             | -             | - | -     | 42    | 27    | 10    | 5  | 72.23%      | 75      | 33      | +42     |         |         |         |         |
| RC Lens Francia     | 1.ª                 | 2023-24             | 34    | 14   | 9    | 11   | 7.º  | 1     | 0    | 1    | 0    | 8     | 2 | 3             | 3             | 1/16          | -             | -             | - | -     | 43    | 16    | 13    | 14 | 47.29%      | 55      | 53      | +2      |         |         |         |         |
| RC Lens Francia     | Total               | Total               | 149   | 73   | 40   | 36   | -    | 10    | 4    | 3    | 3    | 8     | 2 | 3             | 3             | -             | -             | -             | - | -     | 167   | 79    | 46    | 42 | 56.49%      | 259     | 197     | +62     |         |         |         |         |
| OGC Nice Francia    | 1.ª                 | 2024-25             | 34    | 17   | 9    | 8    | 4.º  | 3     | 1    | 1    | 1    | 8     | 0 | 3             | 5             | FG            | -             | -             | - | -     | 45    | 18    | 13    | 14 | 49.63%      | 76      | 60      | +16     |         |         |         |         |
| OGC Nice Francia    | 1.ª                 | 2025-26             | 1     | 0    | 0    | 1    | -    | 0     | 0    | 0    | 0    | 2     | 0 | 0             | 2             | -             | -             | -             | - | -     | 3     | 0     | 0     | 3  | 0%          | 0       | 5       | -5      |         |         |         |         |
| OGC Nice Francia    | Total               | Total               | 35    | 17   | 9    | 9    | -    | 3     | 1    | 1    | 1    | 10    | 0 | 3             | 7             | -             | -             | -             | - | -     | 48    | 18    | 13    | 17 | 46.53%      | 76      | 65      | +11     |         |         |         |         |
| Total en su carrera | Total en su carrera | Total en su carrera | 186   | 90   | 50   | 46   | -    | 14    | 5    | 4    | 5    | 18    | 2 | 6             | 10            | -             | -             | -             | - | -     | 218   | 97    | 60    | 61 | 53.67%      | 340     | 269     | +71     |         |         |         |         |
| 1. 2.               |                     |                     |       |      |      |      |      |       |      |      |      |       |   |               |               |               |               |               |   |       |       |       |       |    |             |         |         |         |         |         |         |         |

#### Resumen por competiciones
| Competición                  | Partidos | Ganados | Empatados | Perdidos | %      | Resultado              |
| ---------------------------- | -------- | ------- | --------- | -------- | ------ | ---------------------- |
| Ligue 2                      | 2        | 2       | 0         | 0        | 100%   | Subcampeón             |
| Ligue 1                      | 184      | 88      | 50        | 46       | 56.89% | Subcampeón             |
| Copa de Francia              | 14       | 5       | 4         | 5        | 45.23% | Cuartos de final       |
| Liga de Campeones de la UEFA | 8        | 2       | 2         | 4        | 33.33% | Fase de grupos         |
| Liga Europa de la UEFA       | 10       | 0       | 4         | 6        | 13.33% | Dieciseisavos de final |
| TOTAL                        | 218      | 97      | 60        | 61       | 53.67% | Sin Títulos            |

## Palmarés

### Distinciones individuales
| Distinción                                        | Año  |
| ------------------------------------------------- | ---- |
| Mejor entrenador de la Ligue 1                    | 2023 |
| Mejor entrenador de Francia según France Football | 2023 |